# بوقا تیمور
بوقا تیمور (تولد نامشخص – ۱۲۸۲) خان (عنوان) خانات جغتای (۱۲۷۲?-۱۲۸۲) و فرزند قداقچی بود.